# Temporada 1989 del Campeonato de España de Rally
La temporada 1989 fue la edición 33.ª del Campeonato de España de Rally. Comenzó el 9 de febrero en el Rally Cataluña-Costa Brava y terminó el 12 de noviembre en el Rally Valeo. El calendario contaba con once pruebas de las que, cuatro, puntuaban para el Campeonato de Europa de Rally: Cataluña, Príncipe de Asturias, El Corte Inglés y Valeo.

## Calendario
| N.º | Fecha              | Rally                           | Superficie     | Series |
| --- | ------------------ | ------------------------------- | -------------- | ------ |
| 1   | 9-12 de febrero    | 25.º Rally Cataluña-Costa Brava | Asfalto/tierra | ERC    |
| 2   | 10-12 de marzo     | 12.º Rally Sierra Morena        | Asfalto        |        |
| 3   | 28-30 de abril     | 11.º Rally Ciudad de Santander  | Asfalto        |        |
| 4   | 12-14 de mayo      | 21.º Rally Cajalicante          | Asfalto        |        |
| 5   | 2-4 de junio       | 13.º Rally Villa de Llanes      | Asfalto        |        |
| 6   | 16-18 de junio     | 22.º Rallye de Ourense          | Asfalto        |        |
| 7   | 4-6 de agosto      | 21.º Rallye Osona               | Asfalto        |        |
| 8   | 7-10 de septiembre | 26.º Rally Príncipe de Asturias | Asfalto        | ERC    |
| 9   | 20-22 de octubre   | 11.º Rally Islas Canarias       | Asfalto        |        |
| 10  | 27-29 de octubre   | 13.º Rally El Corte Inglés      | Asfalto        | ERC    |
| 11  | 10-12 de noviembre | 6.º Rally Valeo                 | Asfalto/tierra | ERC    |

## Equipos
| Equipo                    | Vehículo                       | Piloto               | Copiloto             | Rondas            |
| Equipos oficiales         | Equipos oficiales              | Equipos oficiales    | Equipos oficiales    | Equipos oficiales |
| ------------------------- | ------------------------------ | -------------------- | -------------------- | ----------------- |
| Blaupunkt-BMW             | BMW M3 E30                     | Pep Bassas           | Antonio Rodríguez    | 1-8, 10-11        |
| Opel Philips Team         | Opel Kadett GSI 16V            | Borja Moratal        | Alfredo Rodríguez    | 1-11              |
| Toyota Team Europe        | Toyota Celica GT-4 (ST165)     | Carlos Sainz         | Luis Moya            | 10-11             |
| Equipos privados          |                                |                      |                      |                   |
| Marlboro Rally Team       | Ford Sierra RS Cosworth        | Jesús Puras          | Tomás Aguado         | 1-11              |
| Marlboro Rally Team       | Ford Sierra RS Cosworth 4-Door | Josep María Bardolet | Josep Autet          | 1-8, 11           |
| Escudería Purroy          | Peugeot 205 GTI                | Javier Azcona        | Miguel Aldaz         | 1-6, 8-10         |
| ?                         | Peugeot 205 GTI                | Pedro Javier Diego   | Icíar Muguerza       | 2-6, 8-11         |
| Sauermann Competición     | BMW M3 E30                     | José María Ponce     | León Gaspar          | 1-2, 8-10         |
| Escudería Villa de Llanes | Renault 5 GT Turbo             | Francisco Cima       | Francisco José Gil   | 3-5, 9            |
| Escudería Villa de Llanes | Renault 5 GT Turbo             | Francisco Cima       | José Eguibar         | 8, 10-11          |
| Trade Sport               | Renault 5 GT Turbo             | Mercedes Rueda       | Berta Ariz-Navarreta | 2-11              |
| Rally Club Costa Azahar   | Peugeot 205 Rallye             | Fabián Lizeviche     | Adolfo Haro          | 2-6, 8-11         |
| Copi Sport                | Lancia Delta Integrale         | Fernando Capdevila   | Francesc Bofill      | 1-6, 8-11         |

## Resultados

### Campeonato de pilotos
| Pos. | Piloto              | CAT | SIM | SAN | CAJ | LLA | OUR | OSO | PRI | ISC | ECI | VAL | Ptos. |
| ---- | ------------------- | --- | --- | --- | --- | --- | --- | --- | --- | --- | --- | --- | ----- |
| 1.   | Pep Bassas          | 2   | 1   | 2   | 1   | 1   | 2   | Ret | 1   |     | Ret | Ret | 1460  |
| 2.   | Jesús Puras         | 1   | Ret | 1   | 2   | 2   | 1   | 1   | Ret | 1   | Ret | 3   | 1380  |
| 3.   | Borja Moratal       | 4   | 2   | 5   | Ret | 3   | Ret | 3   | Ret | 3   | 4   | 4   | 1170  |
| 4.   | José María Bardolet | 5   | 3   | 6   | Ret | Ret | 3   | 2   | 4   |     |     | 6   | 1116  |
| 5.   | Javier Azcona       | Ret | 7   | 13  | 9   | EXC | 6   |     | 9   | 14  | 11  |     | 769   |
| 6.   | José María Ponce    | 7   | 5   |     |     |     |     |     | 3   | Ret | 2   |     | 720   |
| 7.   | Pedro Javier Diego  |     | 9   | Ret | 8   | 8   | 7   |     | 13  | 18  | Ret | 8   | 720   |
| 8.   | Francisco Cima      |     |     | Ret | 7   | 4   | 5   | ?   | Ret | 7   | 12  | 10  | 685   |
| 9.   | Fabián Lizeviche    |     | 25  | 22  | 15  | 24  | Ret |     | 26  | Ret | 29  | ?   | 644   |
| 10.  | Mercedes Rueda      |     | 8   | 12  | Ret | 11  | 4   | 10  | 11  | Ret | Ret | 7   | 581   |

### Campeonato de marcas
| Pos. | Marca   | Puntos |
| ---- | ------- | ------ |
| 1.   | Peugeot | 2011   |
| 2.   | Citroën | 1.351  |
| 3.   | Renault | 1.316  |

### Grupo N
| Pos. | Piloto               | Puntos |
| ---- | -------------------- | ------ |
| 1.   | Josep María Bardolet | 1.659  |
| 2.   | Javier Azcona        | 1.039  |
| 3.   | Kiko Cima            | 998    |
| 4.   | Pedro Javier Diego   | 911    |
| 5.   | José Piñón           | 860    |

### Campeonato de copilotos
| Pos. | Piloto            | Puntos |
| ---- | ----------------- | ------ |
| 1.   | Antonio Rodríguez | 1.460  |
| 2.   | Tomás Aguado      | 1.380  |
| 3.   | Alfredo Rodríguez | 1.170  |
| 4.   | Josep Autet       | 1.116  |
| 5.   | M. Aldaz          | 769    |

### Challenge Citroën Rallyes de asfalto
| Pos. | Piloto             | Puntos |
| ---- | ------------------ | ------ |
| 1.   | Arturo Rial        | 378    |
| 2.   | José Carlos Alonso | 249    |
| 3.   | Antonio Martos     | 160    |

### Desafío Peugeot
| Pos. | Piloto             | Puntos |
| ---- | ------------------ | ------ |
| 1.   | Javier Azcona      | 441    |
| 2.   | Pedro Javier Diego | 357    |
| 3.   | Fabián Lizebiche   | 350    |
| 4.   | J. M. Barrebeig    | 278    |
| 5.   | F. Lilly           | 150    |
| 6.   | Jordi Ballesteros  | 126    |
| 7.   | F. Fontao          | 118    |

### Copa Nacional Renault de rallyes
| Pos. | Piloto         |
| ---- | -------------- |
| 1.   | Francisco Cima |
| 2.   | José Piñón     |
| 3.   | Mercedes Rueda |